# Alma Juventus Fano 1906 2010-2011
Questa pagina raccoglie le informazioni riguardanti l'Alma Juventus Fano 1906 nelle competizioni ufficiali della stagione 2010-2011.

## Rosa
| N. |                   | Ruolo | Calciatore            |
| -- | ----------------- | ----- | --------------------- |
|    | Italia (bandiera) | D     | Marco Amaranti        |
|    | Italia (bandiera) | C     | Enrico Antognoni      |
|    | Italia (bandiera) | D     | Luca Arcolai          |
|    | Italia (bandiera) | P     | Alessandro Beni       |
|    | Italia (bandiera) | C     | Cristian Cacciatore   |
|    | Italia (bandiera) | C     | Paolo Capodaglio      |
|    | Italia (bandiera) | D     | Andrea Carboni        |
|    | Italia (bandiera) | C     | Gianmarco Conti       |
|    | Italia (bandiera) | D     | Riccardo Cossu        |
|    | Italia (bandiera) | D     | Pietro Maria Del Duca |
|    | Italia (bandiera) | A     | Marco Di Crescenzo    |
|    | Italia (bandiera) | D     | Nicola Ferrari        |
|    | Italia (bandiera) | A     | Pasquale Iadaresta    |
|    | Italia (bandiera) | C     | Ciro Iazzetta         |

| N. |                      | Ruolo | Calciatore              |
| -- | -------------------- | ----- | ----------------------- |
|    | Italia (bandiera)    | C     | Ettore Ionni            |
|    | Argentina (bandiera) | A     | Luciano Gabriel Leccese |
|    | Italia (bandiera)    | C     | Alex Misin              |
|    | Italia (bandiera)    | P     | Filippo Perucchini      |
|    | Italia (bandiera)    | C     | Ivan Piccoli            |
|    | Italia (bandiera)    | C     | Marco Raparo            |
|    | Italia (bandiera)    | D     | Alessandro Santini      |
|    | Italia (bandiera)    | C     | Giorgio Schiavini       |
|    | Italia (bandiera)    | D     | Edoardo Scrosta         |
|    | Italia (bandiera)    | D     | Francesco Terrenzio     |
|    | Italia (bandiera)    | A     | Gianluca Trimarco       |
|    | Italia (bandiera)    | A     | Kevin Trudo             |
|    | Italia (bandiera)    | C     | Gianluca Urbinati       |